# Cirrochroa chione
Cirrochroa chione är en fjärilsart som beskrevs av Riley och Godfrey 1921. Cirrochroa chione ingår i släktet Cirrochroa och familjen praktfjärilar. Inga underarter finns listade i Catalogue of Life.